# Дементьєв Василь Дмитрович
Васи́ль Дми́трович Деме́нтьєв (рос. Василий Дмитриевич Дементьев; * 15 липня 1917) — російський історик. Гвардії полковник у відставці. Почесний громадянин Кам'янця-Подільського (1994). Почесний громадянин Можайська (2001).

## Біографія
Василь Дементьєв народився 15 липня 1917 року в селищі Александровка (нині Кустанайського району Кустанайської області Казахстану). 1934 року закінчив 7 класів школи, 1938 року — Свердловський експлуатаційно-електротехнічний технікум залізничного транспорту.
Службу в Червоній армії розпочав у грудні 1939 року в 601-му Червонопрапорному полку 82-ї мотострілецької дивізії, де закінчив полкову школу сержантів.
У роки німецько-радянської війни 1941—1945 років брав участь у Московській битві, Погорело-Городищенській операції (23 липня — 5 вересня 1942 року), в боях під Сичовкою (грудень 1942 року), визволенні Вязьми (березень 1943 року), Битві на Курській дузі, Проскурівсько-Чернівецькій операції (березень — квітень 1944 року), Вісло-Одерській операції (січень — березень 1945 року), Берлінській битві та визволенні Праги.
Після закінчення війни разом із 4-ю гвардійською танковою армією був передислокований в Угорщину, а від червня 1946 року — в групу радянських військ у Німеччині. Звідти вступив до Військово-політичної академії, яку закінчив 1952 року.
До 1961 року служив у військах, далі був викладачем, доцентом, професором Військово-політичної академії.
У грудні 1973 року Дементьєва звільнили з лав Радянської армії. Відтоді до жовтня 1992 року був доцентом, професором кафедри історії СРСР радянського періоду та одночасно деканом факультету Московського державного історико-архівного інституту.
Нині заступник голови організації ветеранів 4-ї гвардійської танкової армії.

## Наукова діяльність
Дементьєв написав дві монографії, 16 брошур, статті у військовій енциклопедії, розділи у восьми підручниках — всього 52 праці загальним обсягом 146 друкованих аркушів.
Дійсний член Академії історичних наук (АІН). 20 жовтня 2007 року Дементьєва обрано віце-президентом АІН.

## Нагороди
- Медаль «За відвагу» (в лютому 1942 року за участь у визволенні міста Можайськ).
- Орден Червоної Зірки (у серпні 1943 року за визволення міста Болхов Курської області).
- Орден Вітчизняної війни першого ступеня (за визволення міста Кам'янець-Подільський).
- Орден Червоної Зірки (в червні 1945 року за Берлінську операцію).
- Медаль «За бойові заслуги» (за вислугу років).
- Орден «Знак Пошани» (1995 року за активну роботу з патріотичного виховання молоді Москви).
- Орден ЧССР «Військовий Хрест 1939 року» (в червні 1945 року за визволення Праги).
- Орден Вітчизняної війни другого ступеня (Указ Президії Верховної Ради СРСР від 11 березня 1985 року).